# 마르틴 비스카라

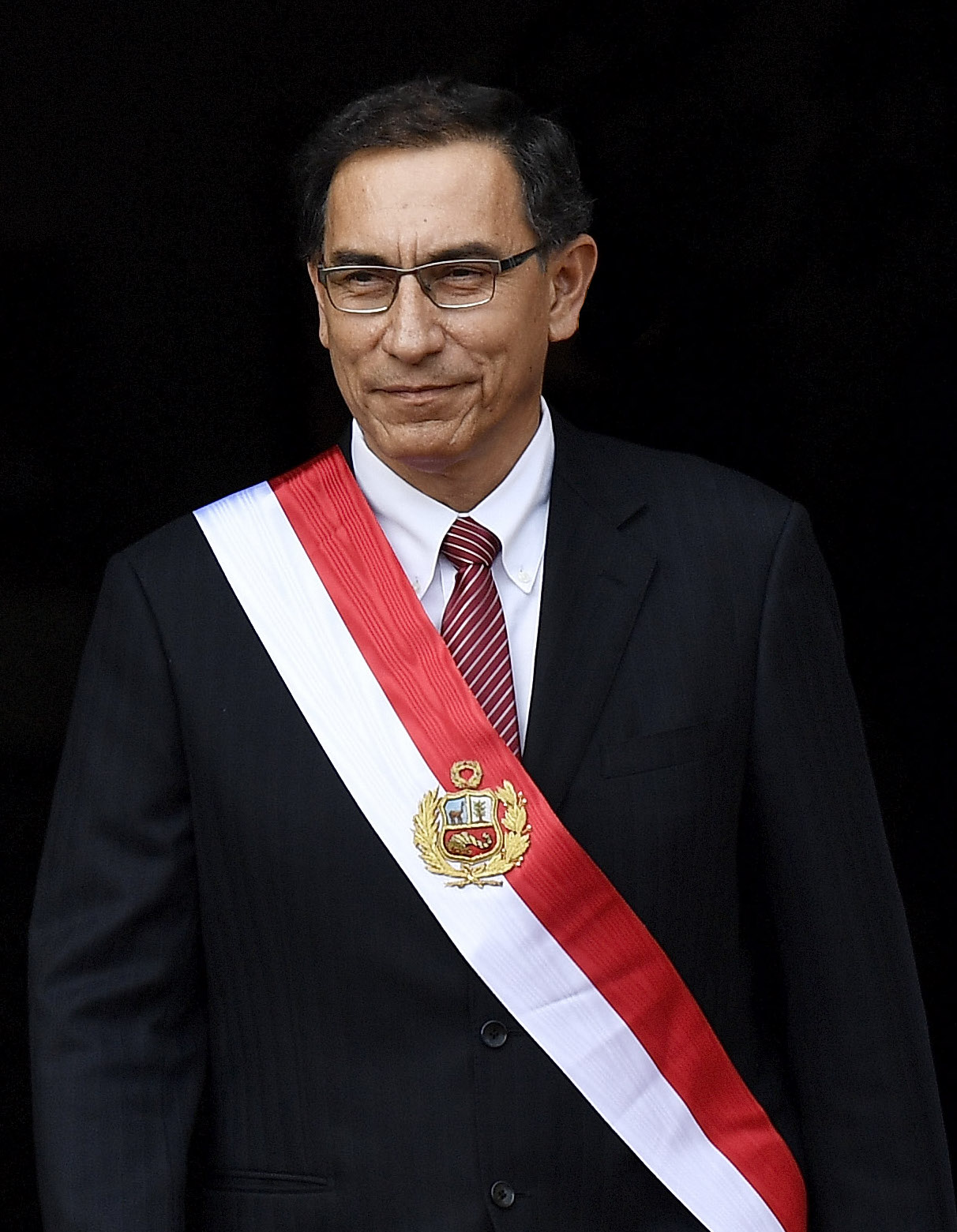
마르틴 비스카라

마르틴 알베르토 비스카라 코르네호(스페인어: Martín Alberto Vizcarra Cornejo, 1963년 3월 22일 ~ )는 페루의 수리공, 정치인으로 2018년 3월 23일부터 2020년 11월 10일까지 페루의 대통령직을 역임한 페루의 전직 대통령이다. 과거에 모케과 주의 주지사를 지낸 바 있으며, 이 외에도 교통통신부 장관 및 캐나다-페루 대사로 활동했다.
2016년 대선 당시 변화를 위한 페루인(PPK) 소속으로 당의 대선 후보인 페드로 파블로 쿠친스키의 러닝메이트로 활동했으며, 이후 페드로 파블로 쿠친스키가 당선되자 제1부통령에 취임했다.
2018년 3월 23일 페드로 파블로 쿠친스키가 사임하자, 마르틴 비스카라는 제1부통령으로서 대통령직을 승계했다. 전임자의 궐위에 의한 승계이므로 임기는 2021년 7월 28일까지이나, 2020년 11월 10일에 부패 혐의로 의회로부터 탄핵 결정을 받고 대통령직에서 자동으로 파면되어 정식으로 그대로 물러나게 되었다.

## 역대 선거 결과
| 선거명      | 직책명         | 대수 | 정당             | 1차 득표율 | 1차 득표수  | 2차 득표율 | 2차 득표수  | 결과 | 당락             |
| ----------- | -------------- | ---- | ---------------- | ---------- | ----------- | ---------- | ----------- | ---- | ---------------- |
| 2016년 선거 | 페루 제1부통령 | 38대 | 변화를 위한 페루 | 21.05%     | 3,228,661표 | 50.12%     | 8,596,937표 | 1위  | 페루 부통령 당선 |